# Lokaal Brabant
Lokaal Brabant is een samenwerkingsverband van verschillende lokale politieke partijen in Noord-Brabant. De partij is in die provincie vertegenwoordigd in de Provinciale Staten en is lid van Onafhankelijke Politiek Nederland.

## Geschiedenis
Bij de Provinciale Statenverkiezingen van 2015 deed Lokaal Brabant voor het eerst mee. De partij behaalde 1,9% van de stemmen, net genoeg voor één zetel, die werd ingenomen door Jan Heijman. Vier jaar later deed de partij opnieuw mee aan de Provinciale Statenverkiezingen van 2019. Met lijsttrekker Wil van Pinxteren wist Lokaal Brabant de score licht te verbeteren. De partij haalde 2,5% en behield haar zetel. Van Pinxteren was eerder raadslid in Haaren voor de VVD en later als eenmansfractie Lokaal Liberaal Haaren. Daarvoor was hij Provinciaal Statenlid, ook namens de VVD.
Vanaf 15 mei 2020 ging Lokaal Brabant deel uitmaken van de Gedeputeerde Staten van Noord-Brabant. Na lange coalitieonderhandelingen kwam er een akkoord tussen VVD, CDA, FVD en Lokaal Brabant tot stand. Van Pinxteren was de Gedeputeerde namens Lokaal Brabant en had als portefeuille Vrije Tijd, Cultuur en Sport. In de Provinciale Staten werd hij opgevolgd door Harold van den Broek. In juli 2021 stopte de coalitie de samenwerking met FVD, waarna Lokaal Brabant weer in de oppositie ging. Nadat Van den Broek in januari 2022 wethouder werd in de gemeente Maashorst, werd Van Pinxteren opnieuw Statenlid namens Lokaal Brabant.
Voor de Provinciale Statenverkiezingen van 2023 was Marc Oudenhoven lijsttrekker, de partij behaalde toen twee zetels. Lokaal Brabant wordt sinds 29 maart 2023 door hem en Hubert Koevoets vertegenwoordigd in de Provinciale Staten. Sinds 26 mei 2023 is Davy Jansen burgerlid voor Lokaal Brabant. De partij was opnieuw bij de college-onderhandelingen betrokken, en Marc Oudenhoven werd gedeputeerde. In april 2024 stapten twee Statenleden van oppositiepartij BBB over naar Lokaal Brabant, waardoor de partij sindsdien met vier zetels vertegenwoordigd is.

## Standpunten
De partij heeft geen uitgesproken ideologie en beticht de grote politieke stromingen, liberalisme, socialisme en christendemocratie, dat zij in zich zelf gekeerd zijn geraakt. Volgens Lokaal Brabant is de groei van de aanhang van lokale partijen hier een antwoord op en de partij stelt het zich ten doel deze stem ook in het provinciaal bestuur te vertegenwoordigen.

## Deelnemende partijen
De volgende partijen maken deel uit van Lokaal Brabant:
| Partij                               | Gemeente         |
| ------------------------------------ | ---------------- |
| Bergse Sociaal Democraten            | Bergen op Zoom   |
| Onafhankelijk Moerdijk               | Moerdijk         |
| Gemeentebelangen                     | Oosterhout       |
| Gemeenschapsbelang Venhorst - Boekel | Boekel           |
| Alle Kernen Troef                    | Woensdrecht      |
| Lokaal Perspectief                   | Zundert          |
| Onafhankelijke Partij Zundert        | Zundert          |
| Bladel Transparant                   | Bladel           |
| Voor de Dorpen                       | Maashorst        |
| Team Lokaal                          | Land van Cuijk   |
| Liberaal LVC                         | Land van Cuijk   |
| Gewoon Gedreven                      | 's-Hertogenbosch |
| Algemeen Plaatselijk Belang          | Etten-Leur       |
| Lokaal Halderberge                   | Halderberge      |
| Rucphense Volkspartij                | Rucphen          |
| Lokale Partij Bergeijk               | Bergeijk         |
| Senioren Veldhoven                   | Veldhoven        |
| GBSV Chaam                           | Alphen-Chaam     |
| Breda Beslist                        | Breda            |

## Verkiezingsuitslagen
De partij heeft bij verschillende verkiezingen de volgende zetelaantallen behaald:
| Jaar | Stemmen | %     | Zetels |
| ---- | ------- | ----- | ------ |
| 2015 | 15.226  | 1,84% | 1 / 55 |
| 2019 | 25.485  | 2,52% | 1 / 55 |
| 2023 | 45.723  | 4,17% | 2 / 55 |